# Cmentarz-mauzoleum martyrologii w Olsztynie (województwo śląskie)
Cmentarz-mauzoleum martyrologii w Olsztynie znajduje się w lasku w pobliżu drogi z Olsztyna do Kusiąt, w miejscu zwanym „Szubienicą”.
W latach 1940–1945 hitlerowcy potajemnie likwidowali i grzebali rozstrzelanych mieszkańców Częstochowy i okolic, więźniów, schwytanych partyzantów oraz żołnierzy 3 Brygady Armii Ludowej im. generała Józefa Bema wziętych do niewoli jesienią 1944. Pierwszych rozstrzelano w tym miejscu więźniów z tak zwanej Akcji AB w czerwcu 1940. Ogólna liczba ofiar wyniosła około 1968.
Przy szosie stoi pomnik ku ich czci. Na cmentarzu 18 symbolicznych grobów i płaskorzeźba przedstawiająca scenę rozstrzelania. W górnej części cmentarza drugi pomnik z napisem „Naród nigdy o nich nie zapomni”.

## Galeria

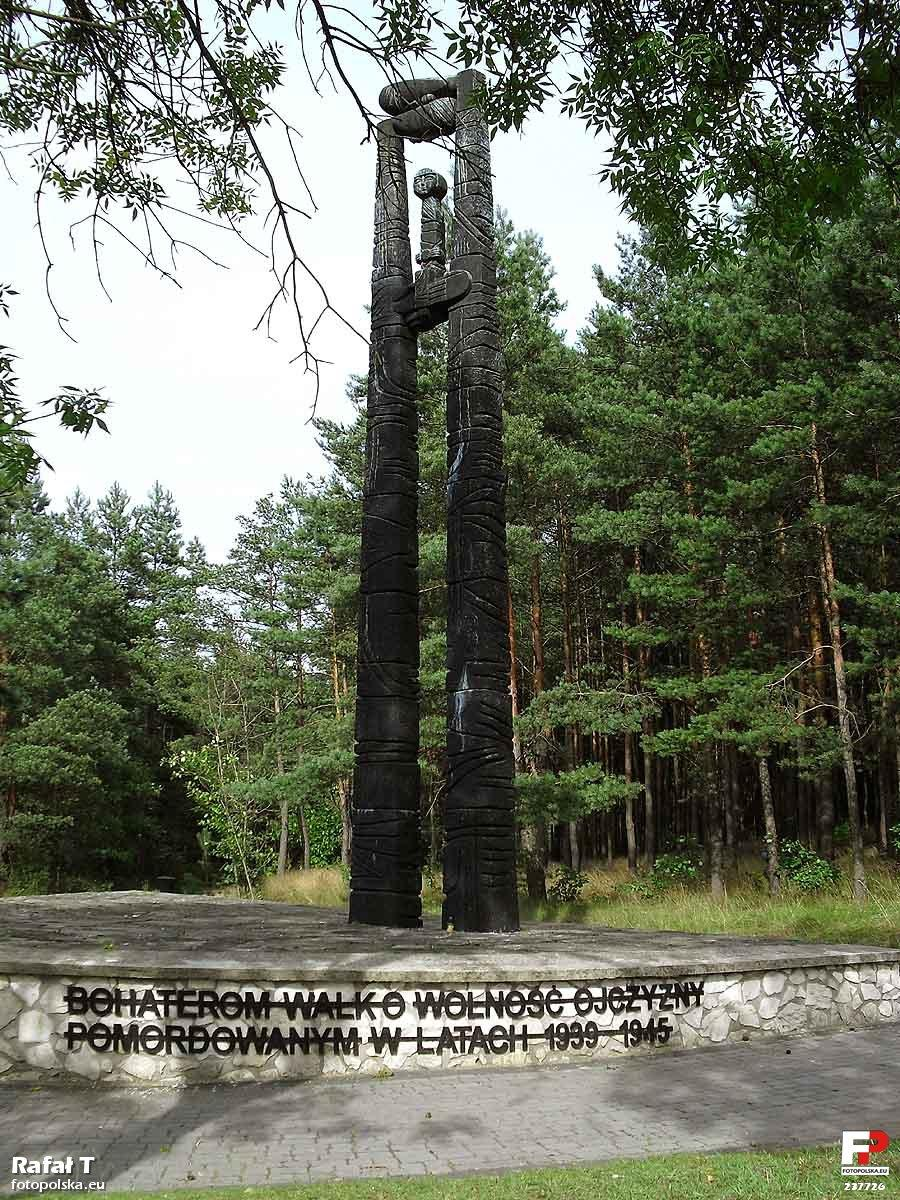
Pomnik przy drodze Olsztyn-Kusięta
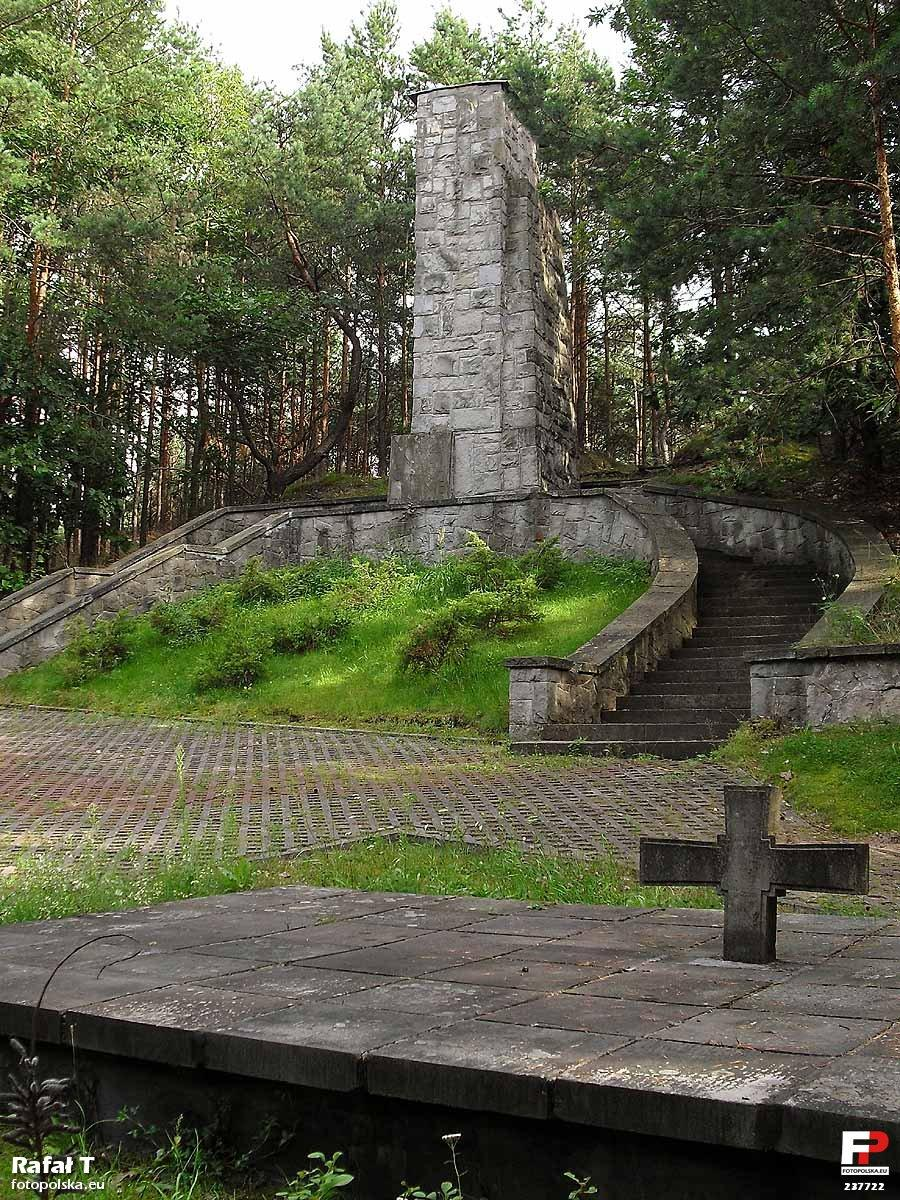
Obelisk w górnej części cmentarza
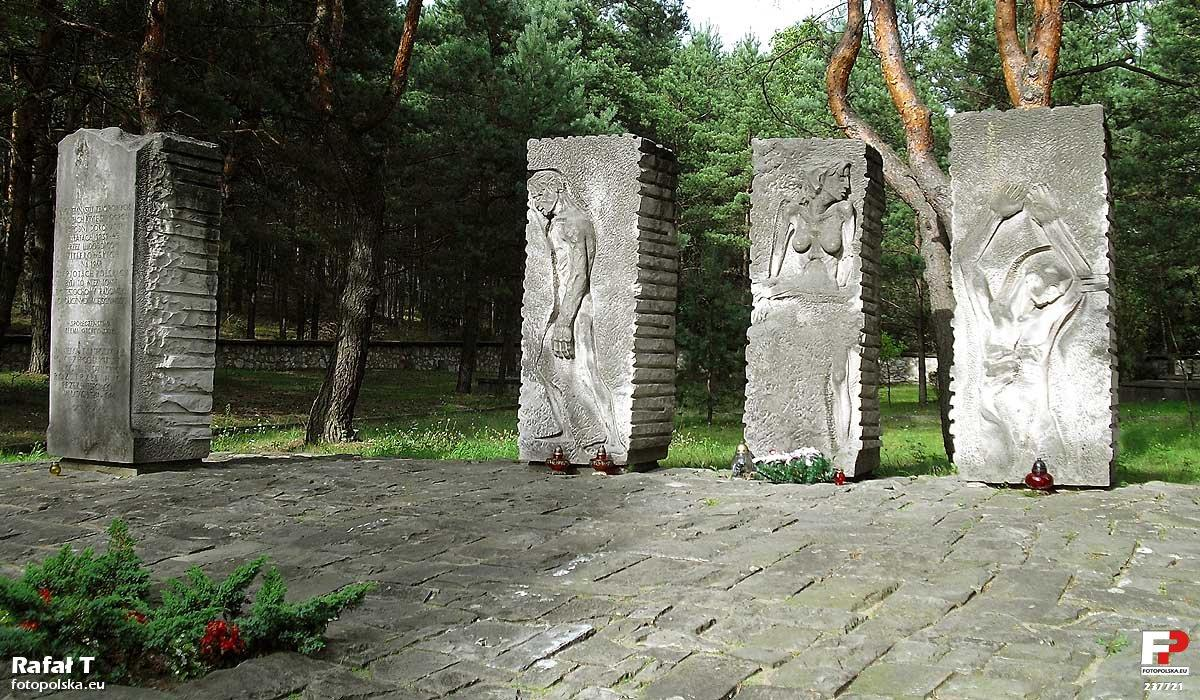
Płaskorzeźby przedstawiające pożegnanie idących na śmierć